# Elaphrosaurus
Elaphrosaurus („Lehkonohý ještěr“) byl rod menšího a relativně štíhle stavěného masožravého dinosaura (teropoda), spadajícího do čeledi Noasauridae v rámci nadčeledi Abelisauroidea.

## Historie
Fosilie tohoto a dalších dinosaurů, objevených na lokalitě Tendaguru, byly dobře známé domorodým obyvatelům této oblasti již dlouho před příchodem evropských vědců. Formálně byl tento druh popsán roku 1920 německým paleontologem Wernerem Janenschem.

## Popis
Elaphrosaurus dosahoval délky kolem 6 metrů a jeho odhadovaná hmotnost činila přibližně 210 kg.
Pravděpodobně se jednalo o všežravce nebo dokonce býložravce, nikoliv o lovce velké kořisti. Tomu odpovídá anatomie lebky i krčních obratlů.

## Zařazení
V roce 2016 byla stanovena nová podčeleď Elaphrosaurinae, a to v rámci čeledi Noasauridae. Spolu s elafrosaurem sem patří také čínský rod Limusaurus, představující rovněž anatomicky neobvyklého teropoda. Podle jiných výzkumů se mohlo jednat o zástupce čeledi Bahariasauridae.
Příbuzným druhem byl také argentinský taxon Huinculsaurus montesi, který žil o více než 50 milionů let později, v období rané svrchní křídy.
Mezi blízké vývojové příbuzné tohoto teropoda patřil také geologicky starší rod Dornraptor, formálně popsaný v roce 2024.

## V populární kultuře
V roce 2020 byla vydána pamětní dopisnice s obrazem elafrosaura u příležitosti stého výročí od jeho vědeckého popisu. Autorem ilustrace je výtvarník Petr Modlitba, obrázek ke knize Nová cesta do pravěku od Vladimíra Sochy.

### Česká literatura
- SOCHA, Vladimír (2021). Dinosauři – rekordy a zajímavosti. Nakladatelství Kazda, Brno. ISBN 978-80-7670-033-8 (str. 90)